# Mauritius International 1995
Die Mauritius International 1995 im Badminton fanden als offene internationale Meisterschaften von Mauritius Mitte Oktober 1995 statt.

## Sieger und Platzierte
| Disziplin    | Gold                            | Silber                            | Bronze                                      |
| ------------ | ------------------------------- | --------------------------------- | ------------------------------------------- |
| Herreneinzel | Steve Isaac                     | Lim Theam Teow                    | James Chua                                  |
| Herreneinzel | Steve Isaac                     | Lim Theam Teow                    | Jeremy Gan                                  |
| Dameneinzel  | Justine Willmott                | Rebecca Pantaney                  | Michelle Edwards                            |
| Dameneinzel  | Justine Willmott                | Rebecca Pantaney                  | Marie-Josephe Jean-Pierre                   |
| Herrendoppel | Pang Cheh Chang Pei Wee Chung   | Steve Bish Steve Isaac            | James Chua Theam Teow Lim                   |
| Herrendoppel | Pang Cheh Chang Pei Wee Chung   | Steve Bish Steve Isaac            | Rémy Matthey de l’Etang Jorge Rodríguez     |
| Damendoppel  | Meagen Burnett Michelle Edwards | Rebecca Pantaney Justine Willmott | Tara Aboobakar Serayal Lakhi                |
| Damendoppel  | Meagen Burnett Michelle Edwards | Rebecca Pantaney Justine Willmott | Marie-Josephe Jean-Pierre Vandanah Seesurun |
| Mixed        | Steve Isaac Karen Chapman       | Jorge Rodríguez Rebecca Pantaney  | Neale Woodroffe Michelle Edwards            |
| Mixed        | Steve Isaac Karen Chapman       | Jorge Rodríguez Rebecca Pantaney  | Nitin Panesar Justine Willmott              |

## Finalergebnisse
| Disziplin    | Sieger                          | Finalist                          | Ergebnis            |
| ------------ | ------------------------------- | --------------------------------- | ------------------- |
| Herreneinzel | Steve Isaac                     | Lim Theam Teow                    | 10–15, 17–14, 17–15 |
| Dameneinzel  | Justine Willmott                | Rebecca Pantaney                  | 12–9, 11–2          |
| Herrendoppel | Pang Cheh Chang Pei Wee Chung   | Steve Bish Steve Isaac            | 15–0, 15–4          |
| Damendoppel  | Meagen Burnett Michelle Edwards | Rebecca Pantaney Justine Willmott | 0–15, 15–5, 18–15   |
| Mixed        | Steve Isaac Karen Chapman       | Jorge Rodríguez Rebecca Pantaney  | 17–15, 12–15, 15–9  |